# Білорусько-литовські літописи
Білорусько-литовські літописи, або Литовська хроніка (лит. Lietuvos metraščiai) — це три редакції літописів, складені у Великому князівстві Литовському. Усі редакції були написані руською мовою та задовольняли потреби литвинського патріотизму. Перша редакція літописів, складена у 1420-х роках, прославляла Вітовта Великого та підтримувало його сторону у боротьбі за владу. Друга редакція, підготовлена в першій половині XVI століття, започаткувала міф про римське походження литовської еліти: вона дала вигадану генеалогію Палемона, нібито дворянина з Римської імперії, який заснував Литовське князівство. Це шляхетне походження литовців мало важливе значення в культурному суперництві з Королівством Польським. Третя редакція, відома під назвою «Хроніка Биховця», ще більше деталізувала цю легенду, але також надавала корисну інформацію про історію Великого князівства Литовського у другій половині XV століття. Три редакції, перші відомі історичні хроніки, написані у Великому князівстві, започаткували литовську історіографію.
Східноєвропейські історики і літописці ранньомодерного часу активно використовували відомості литовських хронік, які збереглися у понад 30 відомих літописах, як основу для своїх публікацій, а деякі міфи, створені в літописах, зберігаються навіть в сучасній історіографії і на сторінках Вікіпедії.

## Перша або коротка редакція
Перша чи коротка редакція (також відома як «Літопис великих князів Литовських») була складена десь у 1420-х роках у Смоленську, коли Вітовт Великий надіявся коронуватися литовським королем. Ця редакція включала найдавніші відомі історичні розповіді, створені у Великому князівстві Литовському: Dis ist Witoldes sache wedir Jagalan und Skargalan, скаргу та пам'ятку написану Вітовтом у 1390 році, під час громадянської війни в Литві (1389—1392). Літопис детально описував боротьбу Вітовта за владу проти двоюрідних братів Ягайла та Скиргайла у 1379—1390 роках та підтверджував його претензії на його вотчину в Троках та титул великого князя литовського. Збереглися два переклади цього документа: латинською мовою — «Origo regis Jagyelo et Witholdi ducum Litnie» з XV століття та російською — «Литовского роду починок» з XVI століття. Пізніше цей документ було розширено, щоб включити події до 1396 року.
Перша редакція збереглася лише в більш пізніх літописах та збірках. Найдавніша відома збірка була підготовлена у Смоленську близько 1446 року єпископом Герасимом та його писарем Тимофієм. До складу збірки також входили: похвала Вітовту, написана Герасимом; написана в 1431—1435 роках "Повість про Поділля", у якій обґрунтовувались претензії Великого князівства Литовського на даний регіон за який у 1430-х роках тривав конфлікт з полякамми; опис боротьби за владу між Свидригайлом та Сигізмундом Кейстутовичем; короткий підсумок московських хронік 854—1428 років та останніх подій у Смоленську 1431—1445 років. Збірка також не збереглась у своєму первісному стані, а відома з кількох пізніших літописів:
- Супрасльський літопис[9], написаний у кінці XV століття та збережений у копії 1519 року, знайденій у Супрасльському православному монастирі.
- Авраамка або Віленський літопис[10], написаний смоленським ченцем на ім'я Авраамка в 1495 році і знайдений у Вільнюській бібліотеці.
- Уваровський або Слуцький літопис[11], написаний при дворі Олельковича, слуцького князя та нащадка Гедиміна у XV ст.
- Академічний літопис[12], написаний у першій половині XVI століття, знайдений у Вологді та опублікований у 1903 році, є неповним.
- Никифорівський літопис[13], належав до собору Святого Духа в Мінську і був опублікований Сергієм Бєлокуровим у 1898 році, є неповним.

## Друга (широка) редакція
Друга, більш розширена, редакція (також відома як «Хроніка Великого князівства Литовського, Руського і Жемайтського») була складена у другій половині XV на початку XVI століття (остаточна версія, мабуть, виникла навколо 1520-х років при дворі Альбрехта Гаштольда). Літописи широкої редакції виводили литовську державність з І століття Н. Е., коли легендарний Палемон втік із Римської імперії і оселився в гирлі Дубіси. Він заснував династію Палемоновичів і став першим правителем Литви. Після цієї легендарної частини було переглянуто перше редагування, в якому детально було сказано про рід Гедиміновичів. Перший король Литви Міндовг був коронований у 1253 році, а інші попередні історично засвідчені князі були проігноровані. Докладна історія про те, що литовці мають шляхетське римське походження, не мала історичної основи, і сучасні історики відкинули її як міф.
Хоча багато сучасних істориків вважають, що цей текст є фантазіями, на думку деяких він все ще може надати корисні шматочки та фрагменти історії Литови, оскільки, можливо містить у собі багато перекручених фрагментів попередніх, втрачених тепер документів та хронік. Також, міфічний Палемон є хорошим свідченням політичної напруженості та культурної ідеології литовських вельмож у XVI столітті. Цей міф служив литовським інтересам у конфліктах із Польщею та Москвою. Тоді Польське королівство перебувало в унії з Литвою, і польська еліта стверджувала, що вона принесла цивілізацію на цю варварську язичницьку землю. Створюючи вигадливі генеалогії, пов'язуючи литовців із шляхетними римлянами, литовська знать хотіла протистояти цим вимогам та вимагати політичної незалежності.
Ця редакція рідко включала дати і містила кілька незалежних історій, які плекали націоналісти XIX століття: легенди про те, як Гедимін заснував Вільнюс через свої мрії про Залізного Вовка, як Кейстут прийняв за дружину язичницьку жрицю Біруту, як Вітовт пишно ставився до своїх гостей на з'їзді європейських монархів у Луцьку 1429 року, тощо. Серед них були фактичні історії, серед яких три облоги Москви Ольгердом. Цей формат значно відрізнявся від інших слов'янських літописів, які мали тенденцію до переліку взаємопов'язаних подій щороку. Друга редакція також суттєво обрізала та роздробила частини про Рутенію та Велике князівство Московське; таким чином текст став передусім про Литву. Хроніка була популярною і часто копіювалася. Це формувало політичну ментальність литовської знаті, лягло в основу литовської історіографії до початку XX століття і надихнуло на багато літературних творів. Відомо кілька літописів:
- Літопис Красінського[16], написаний на початку XVI століття, знайдений у колекції родини Красінських у Варшаві.
- Літопис Археологічного товариства[17], написаний на початку XVI століття.
- Ольшевський літопис[18], написаний у 1550 році, ймовірно, носієм литовської мови, знайдений у бібліотеці Хомінських в Ольшеві.
- Рачинський[19] або Познанський літопис, написаний близько 1580 року, подарований Едвардом Рачинським Познанській бібліотеці.
- Євреїновський літопис[20], написаний у середині XVI століття.
- Рум'янцевський літопис[21], написаний у XVII столітті, вперше опублікований музеєм Рум'янцева в 1902 році.

## Третя або широка редакція
Третя і найширша редакція відома під назвою «Хроніка Биховця». Він заснований на другій редакції. Вважається, що ця редакція була підготовлена приблизно в той же час, що і друга редакція за підтримки Альбрехта Гаштольда. Єдина відома версія була виявлена в садибі, що належить Олександру Биховцю, та була повністю опублікована Теодором Нарбутом у 1846 році. Ця хроніка була оновлена, щоб включати події до 1574 року. Спочатку були сумніви, чи літопис є автентичним, а деякі припускали, що Нарбут підробив його. Сумніви були натхненні його раптовим відкриттям і своєрідною схожістю з літописами Мацея Стрийковського; також, як відомо, Нарбут підробив кілька інших документів. Однак з'явилися нові докази того, що частини літопису були опубліковані в 1830 році. Історики тепер припускають, що подібність до творів Стрийковського була результатом використання того самого документа, можливо, навіть оригінальної третьої редакції, як джерела. У 2011 році литовські історики виявили фрагмент (приблизно п'ятої частини оригіналу) третьої редакції у Національному архіві в Кракові та опублікували його у 2018 році.
Патріотичні теми були навіть більш поширенішими, ніж у другій редації. Вона продовжувала розробляти Палемонову легенду: для вдосконалення хронології Палемон був перенесений до Риму V століття, спустошеного гуном Аттілою, а в легенду були включені Міндовг та інші історичні герцоги. Вона також зосереджувалася більше на католицькій церкві, ніж на попередніх редакціях, які приділяли пильну увагу східному православ'ю. Це важливе джерело для подій кінця XV століття, особливо років Олександра Ягеллончика.

## Публікація
Популярність «Літопису Польщі, Литви, Жемайтії та всієї Русі», опублікованого Мацеєм Стрийковським у 1582 році, підштовхнули старі літописні литовські хроніки у невідомість. Вони були знову відкриті з появою професійної історіографії наприкінці XVIII-початку XIX століть, коли історики почали критично аналізувати першоджерела для перевірки різних тверджень. Це зумовило необхідність публікації першоджерел. Перший литовський літопис, «Супрасльський літопис», був опублікований у 1823 році. Ігнацієм Даниловичем. У 1846 році Теодор Нарбут опублікував літопис Биховця. Інші історики опублікували інші знайдені ними літописи. У 1860-х роках Археографічна комісія зацікавилася збиранням та публікацією всіх відомих літописів Литовських літописів. Дванадцять літописів були опубліковані в 1907 році як 17 том «Полного собрания русских летописей» як «Західноруські літописи» (рос. Западнорусские летописи), які стали стандартним довідником. Збірка, складена та відредагована Миколою Улащиком, була опублікована як томи 32 (1975 рік) та 35 (1980 рік) «Повного зібрання». Однак, незважаючи на відкриття декількох інших літописів з 1907 року, нові томи не включали їх.